# Apple Open Directory
Das Open Directory ist Apples Umsetzung des LDAP-Verzeichnisdiensts in Mac OS X. Es speichert und organisiert Informationen über die Benutzer und Netzwerkressourcen eines Computernetzwerkes und ermöglicht den Netzwerk-Administratoren, den Zugriff auf die Ressourcen zu verwalten.
Das Open Directory wurde 2002 mit der Serverversion von Mac OS X 10.2 eingeführt. Mit Mac OS X 10.6 stellte Apple die API Open Directory Framework bereit, die einen Zugriff von MacOS-Anwendungen auf die Daten im Open Directory ermöglicht.